# Menajeria (Star Trek: Seria originală)
„Menajeria” este un episod în două părți din Star Trek: Seria originală care a avut premiera la 17 și respectiv 24 noiembrie 1966.

## Prezentare
Spock deturnează nava Enterprise pentru a-și duce fostul căpitan, acum invalid, Christopher Pike, pe planeta interzisă Talos IV. Apoi, el solicită deschiderea unei curți marțiale, unde se folosește de evenimentele din episodul „Cușca” pentru a spune povestea captivității cu ani în urmă a lui Pike pe planetă. Spock continuă detalierea evenimentelor din episodul „Cușca” în fața completului de judecată. După ce se convinge de capacitățile de inducere a iluziilor mentale ale talosienilor, Kirk își dă seama că Spock intenționează să-l ducă pe Pike înapoi pe planetă pentru a duce o viață iluzorie, eliberat de handicapul său fizic.